# زک هلم
زک هلم (انگلیسی: Zach Helm؛ زادهٔ ۲۱ ژانویهٔ ۱۹۷۵ ‏(۵۰ سال)) یک کارگردان، و فیلم‌نامه‌نویس اهل ایالات متحده آمریکا است.